# Real Policía de Malasia
La Real Policía de Malasia (Abreviación: RMP; en malayo: Polis Diraja Malaysia, PDRM;) es parte de las fuerzas de seguridad de Malasia. La fuerza es una organización centralizada con responsabilidades que van desde el control del tráfico hasta la recopilación de inteligencia. Su sede se encuentra en Bukit Aman, Kuala Lumpur. La fuerza policial está dirigida por un inspector general de Policía (IGP). 
En el desempeño de sus funciones, la PGR regular es asistida por un grupo de apoyo compuesto por agentes de policía adicionales, reservas de la Policía de Voluntarios, Policías Auxiliares, Cadetes de la Policía y elementos de servicio civil.
La RPM colabora con las fuerzas policiales en todo el mundo, incluidos las de los cuatro países vecinos de Malasia: Policía Nacional de Indonesia, la Real Fuerza de Policía de Brunéi, la Real Policía Thai y la Fuerza de Policía de Singapur.

## Historia

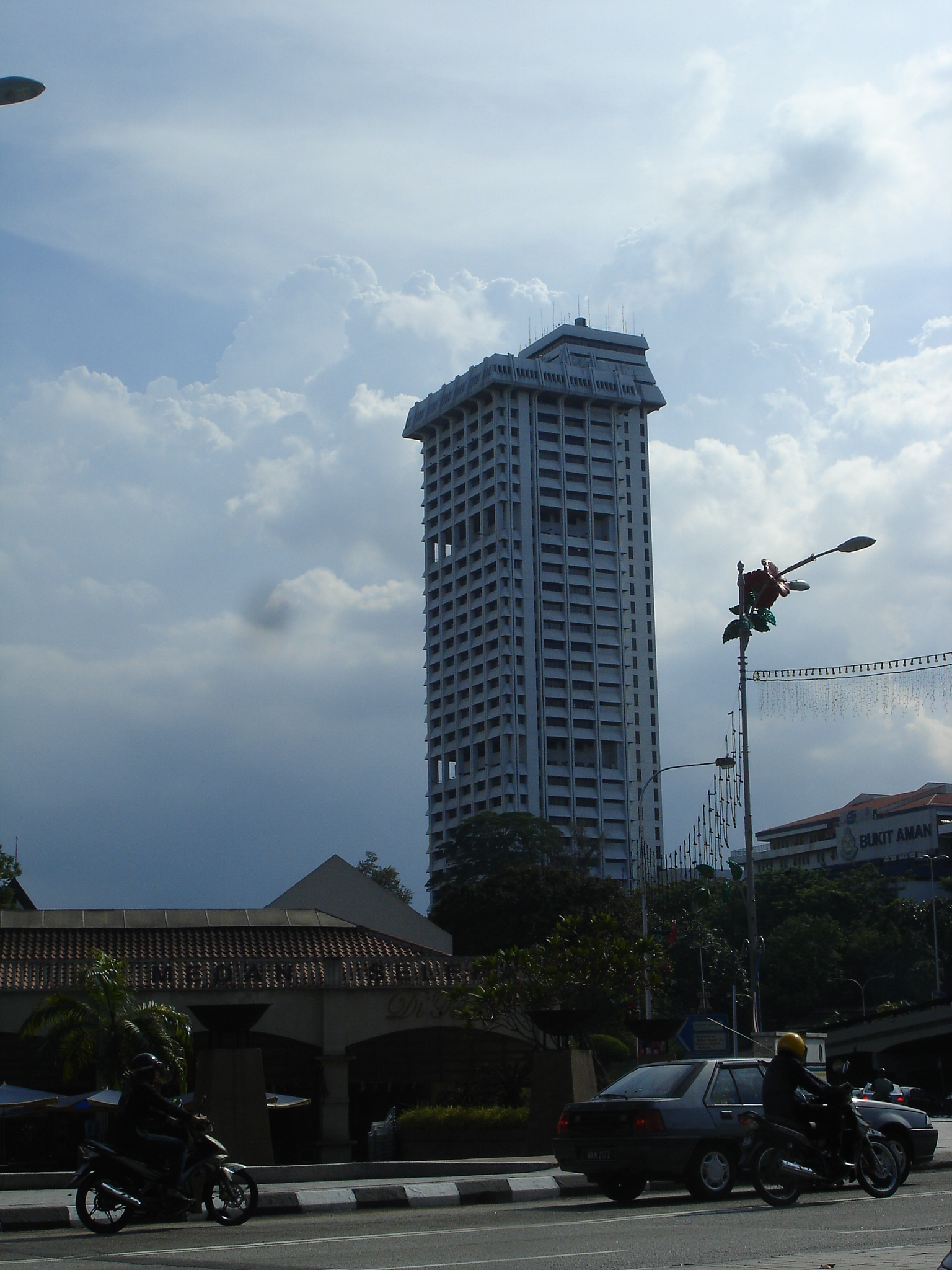
Cuarteles centrales de La Real Policía de Malasia en Bukit Aman, Kuala Lumpur.

Cierto tipo de policía ha existido en Malasia desde los días del Sultanato de Malaca. En el siglo XV el derecho canónico de Malaca estableció lo que era esencialmente una fuerza de policía a través de la institución denominada Temenggung y Hulubalang, o los guerreros del rey. Durante la ausencia del sultán de Malaca, el bendahara, o primer ministro, tenía la autoridad absoluta, pero era el temenggung el que actuaba como jefe de la policía o inspector general de Policía. Sus tareas consistían en arrestar a los criminales, construir cárceles y aplicar penas. Además de los temenggung, existían los penghulu o jefes de aldea que tenían el deber de vigilar a sus respectivos pueblos. Sus tareas principales incluían la recaudación de impuestos, hacer cumplir la ley y preservar la seguridad del pueblo. Estos sistemas policiales de Malaca concluyeron cuando, el 10 de agosto de 1511, una flota portuguesa liderada por Alfonso de Albuquerque reclamó Malaca para la Corona portuguesa. A partir de entonces las funciones policiales fueron ejercidas en gran medida por los soldados portugueses.
Durante el siglo XVI, Malasia se convirtió en una sociedad cosmopolita y el gobierno portugués colocó al frente de la administración a un Kapitan. El 14 de enero de 1641, sin embargo, los portugueses perdieron Malaca a manos del imperio neerlandés, cuando los holandeses invadieron con la ayuda de soldados del estado de Johor, aprovechando que los portugueses estaban en guerra con el Sultanato de Acheh. Los holandeses mantuvieron el cargo de Kapitan, pero ante el número creciente de europeos en Malasia se introdujeron ciertos cambios, y se creó una fuerza policial conocida como la 'Burgher Guard'. La Guardia Burguesa estaba controlada por los holandeses, pero sus subordinados eran ciudadanos locales. Los líderes del pueblo continuaron asumiendo deberes policiales bajo el dominio holandés, como lo habían hecho desde antes de la llegada de los portugueses.
A raíz de la asimilación de Malaca al Imperio Británico en 1795, en 1807 se estableció una organización policial moderna en Malasia, después de que se aprobara la Carta de Justicia en Penang. La mayoría de los oficiales eran de origen británico. Posteriormente, esta organización se desarrolló en otros puestos en el estrecho y otros estados malayos, en particular los Estados Federados Malayos. Solo después de la Segunda Guerra Mundial, se formó una organización central de policía, que fue llamada la Fuerza de Policía de Asuntos Civiles. Esta organización estaba dirigida por un oficial colonial británico, que debió estabilizar las fuerzas de policía después de la anarquía de la ocupación japonesa. Uno de los problemas inmediatos que enfrentó la policía en ese momento fue la rebelión de la parte comunista. Durante la confrontación entre Malasia y Indonesia, que duró desde 1963 hasta 1965, la policía, junto con las fuerzas militares, luchó contra la infiltración de las fuerzas indonesias en los estados de Johor y Sabah.
Un año después de la independencia, el Rey de Malasia, Tuanku Abdul Rahman Ibni Almarhum Tuanku Muhamad, otorgó el título de Real a la Fuerza de Policía de la Federación de Malasia. En 1963, la Real Policía de la Federación de Malasia (RFMP), el Constabulario Armado del Norte de Borneo y la Policía de Sarawak se fusionaron para formar la Real Policía de Malasia, incorporarse hasta ano 1965 los policías uniformadas de la Fuerza de Policía del Singapur (en mismo tiempo la Policía del Estado del Singapur).

## Insignia

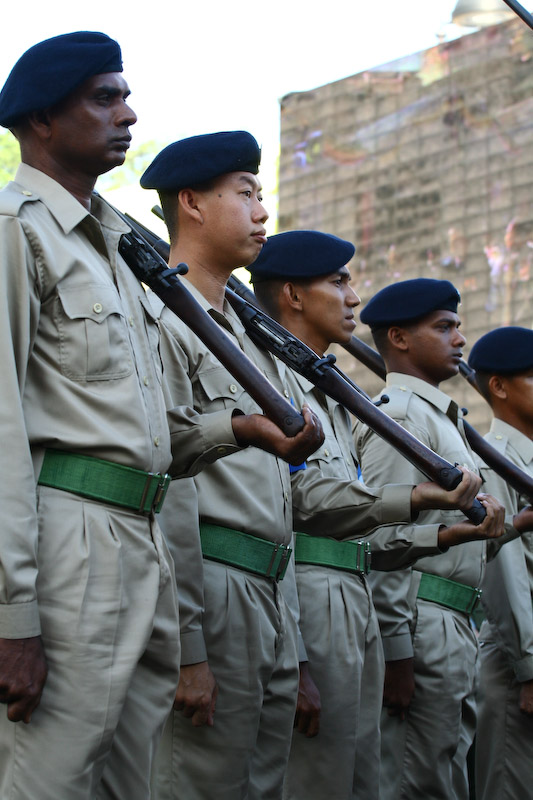
Oficiales de policía formados.

La bandera y las insignias de la Policía Real de Malasia tiene un fondo de color azul que simboliza las masas de Malasia. En el centro de la bandera se encuentra escrito PDRM en color plata o blanco. El símbolo de la policía se compone de una intersección Kris y un Ilang / Klewang machete. Sobre las letras PDRM, se encuentra la cabeza de un tigre , bajo el tigre hay una cinta con el texto "Polis Diraja Malaysia". Las palabras en árabe en la corona incluyen las palabras Ala a la derecha y Mahoma a la izquierda.

## Juramento Policial
Las obligaciones del personal de la Policía Real de Malasia son:
1. Detener a todas las personas a quienes se autoriza a detener por ley;
2. Procesamiento de inteligencia de seguridad;
3. Realización de actuaciones judiciales;
4. Dar asistencia en la realización de cualquier ley relativa a los ingresos, el consumo, el saneamiento, la inmigración de cuarentena, y el registro;
5. Dar asistencia en el mantenimiento del orden en los puertos, los puertos y aeropuertos de Malasia, y en hacer cumplir los reglamentos marítimos y portuarios;
6. La ejecución de citaciones, citaciones, órdenes, los compromisos y otro proceso legal expedido por una autoridad competente;
7. Exponer la información;
8. Protección de los bienes no reclamados y perdidos, encontrar sus dueños;
9. Tomar a los animales abandonados y ponerlos en una perrera pública;
10. Prestar asistencia en la protección de vidas y bienes;
11. La protección de la propiedad pública de la pérdida o lesión;
12. Asistir a los tribunales penales y, si es ordenado especialmente, los tribunales civiles, y mantener el orden en ellas, y
13. Acompañar y vigilar prisioneros y otras personas bajo la custodia de la policía.

## Organización
Aparte de los dos departamentos implicados en la administración: Departamento de Gestión y el Departamento de Logística, la PGR tiene 6 departamentos dedicados a la prevención del delito a saber: División de Investigación Criminal, División de Investigación Criminal de Narcóticos, Seguridad Interior y Departamento de Orden Público (KDN / KA), Sección Especial, Departamento de Investigación del Delito Comercial y el Equipo de Operaciones Especiales contra el Terrorismo. Todos los departamentos están dirigidos por los directores con rango de Jefe de la Policía.